# Dorysthenes angulicollis
Dorysthenes angulicollis är en skalbaggsart som först beskrevs av Leon Fairmaire 1886.  Dorysthenes angulicollis ingår i släktet Dorysthenes och familjen långhorningar. Inga underarter finns listade i Catalogue of Life.